# Ada Apa Dengan Rina
Ada Apa Dengan Rina (em uma tradução literal, O Que Há de Especial em Rina) é um filme de comédia bruneano lançado em 2013. Foi dirigido por Harlif Haji Mohamad e Farid Azlan Ghani, com produção de Nurain Abdullah e roteiro de Farid Azlan Ghani, e estrelado por Syukri Mahari, Tauffek Ilyas e Dayangku Moniri Pengiran Mohiddin.
O filme é a segunda produção original de Brunei, após a realização de Gema Dari Menara, em 1968. A história é contada inteiramente em língua malaia, com o dialeto característico do país, sendo a primeira vez que essa variação linguística é utilizada no cinema.

## Produção
A ideia de produzir um longa-metragem em Brunei veio da Regalblue Productions, estabelecida no início de 2002. O roteiro de Ada Apa Dengan Rina foi realizado em 2006 e arquivado pela produtora executiva; na primeira quinzena de abril de 2012, o roteiro foi revisado e colocado em pré-produção. A escolha do elenco, as filmagens, a edição e a finalização foram concluídas em novembro do mesmo ano; a pós-produção, portanto, aconteceu de dezembro de 2012 até fevereiro de 2013.
O filme teve um orçamento de 120 mil dólares, valor adquirido pela empresa em dez anos de ações. Além dos lucros recebidos por outros trabalhos da Regalblue Productions, eles conseguiram realizar parcerias com outras agências, como o Departamento de Desenvolvimento de Turismo de Brunei, o Parque Nacional Ulu Temburong e o Código de Radiodifusão de Prática de Brunei Darussalam.

## Lançamento
Ada Apa Dengan Rina estreou em festivais em 17 de fevereiro de 2013 e em seu país de origem em 23 de fevereiro de 2013, seis dias depois de sua transmissão no Festival Internacional ASEAN (AIFFA), em alguns países do território asiático: Myanmar, Singapura, Laos, Coreia do Sul, Indonésia, Arábia Saudita e Filipinas. A obra cinematográfica também repercutiu positivamente no Festival de Genebra, na Suíça.

### Prêmios e indicações
| Premiação                    | Premiação               | Premiação           | Premiação |
| Prêmio                       | Categoria               | Indicação           | Resultado |
| ---------------------------- | ----------------------- | ------------------- | --------- |
| Festival Internacional ASEAN | Melhor filme de comédia | Ada Apa Dengan Rina | Indicado  |
| Festival Internacional ASEAN | Especial do Júri        | Ada Apa Dengan Rina | Venceu    |